# Lobelia hereroensis
Lobelia hereroensis là loài thực vật có hoa trong họ Hoa chuông. Loài này được Schinz mô tả khoa học đầu tiên năm 1916.